# Velocette
Velocette era il marchio utilizzato dalla società Veloce Ltd di Birmingham, Inghilterra per la sua produzione motociclistica.
Si trattava di una delle varie case motociclistiche situate a Birmingham ed era una piccola azienda a conduzione familiare che produceva moto costruite a mano con vendite molto inferiori a quelle dei giganti BSA, Norton o Triumph.

## Storia

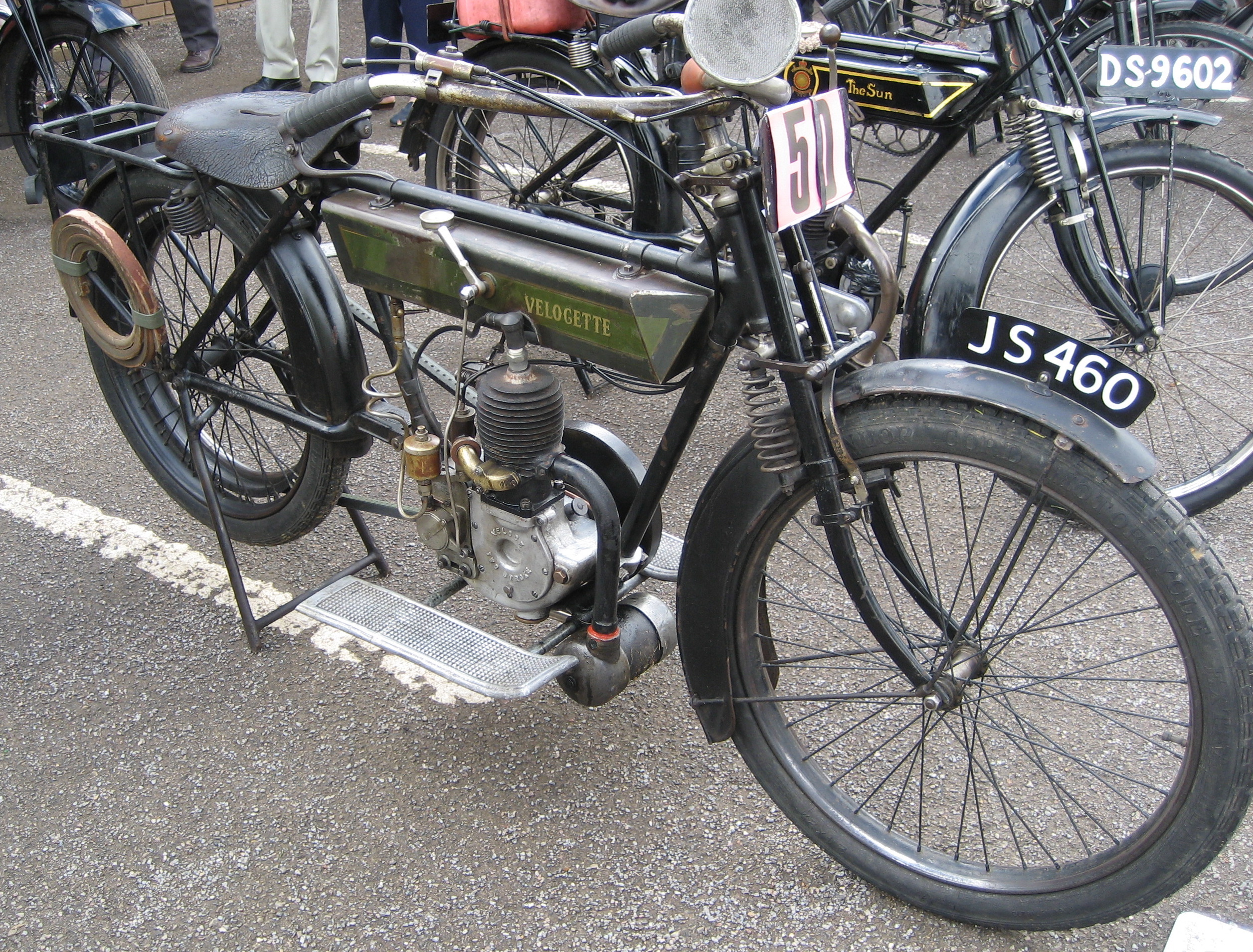
La Velocette "A"

La nascita della Velocette si deve a Johannes Gutgemann, tedesco emigrato a Birmingham nel 1884. Dopo aver cambiato il proprio nome in John Taylor, aprì nel 1890 una piccola officina per l'assemblaggio di biciclette. Quattro anni dopo si mise in società con un altro costruttore di biciclette, William Gue, fondando la Taylor, Gue Ltd., società costruttrice di biciclette e risciò.
La svolta avvenne nel 1904, quando la "Taylor, Gue Ltd." rilevò la Kelecom Motors Ltd., azienda londinese produttrice di motociclette in pesanti difficoltà finanziarie, per la quale Taylor produceva i telai. Taylor riprese la produzione motociclistica della Kelecom, usando il marchio Véloce. L'attività durò sino al 1906, anno in cui la "Taylor, Gue Ltd." fu liquidata.
Taylor riprese l'attività, con la denominazione sociale di Veloce Ltd., nel 1908, producendo biciclette. Nel 1909 realizzò, insieme ai figli Percy ed Eugene, una motocicletta con motore monocilindrico di 276 cm³ a valvole contrapposte. La moto ebbe scarso successo, spingendo l'azienda a lanciare l'anno successivo un nuovo modello con motore Triumph 500 cm³ a valvole laterali. Il 1913 vide il lancio della prima motocicletta marchiata Velocette, una 200 cm³ monocilindrica due tempi. Durante la prima guerra mondiale la Veloce Ltd produsse munizioni per l'esercito britannico, mentre nel 1917 Taylor ottenne la cittadinanza britannica (mutando il nome in John Goodman).
Cessate le ostilità, la produzione riprese con i modelli a due tempi D1 e D2, i quali ottennero alcuni successi sportivi, preliminari a quelli che si videro a partire dalla metà degli anni venti. Del 1925, infatti, fu la presentazione del modello K, monocilindrica monoalbero di 350 cm³ progettata da Percy Goodman, che l'anno seguente Alec Bennet portò alla vittoria allo Junior TT, distaccando il secondo (Jimmy Simpson su AJS) di quasi dieci minuti, primo di quindici successi della Velocette sul Circuito del Mountain. Una replica della moto di Bennet, destinata ai piloti privati, fu commercializzata a partire dal 1929, con il nome di KTT.
Del 1933 è la presentazione dei modelli della serie "M", monocilindrici quattro tempi a valvole in testa di 250 (modello MOV) e 350 cm³ (modello MAC), a cui nel 1935 si affiancò una 500 cm³ (modello MSS). La gamma Velocette negli anni trenta si completava con i modelli a due tempi (siglati GTP) e con la KTT da corsa.

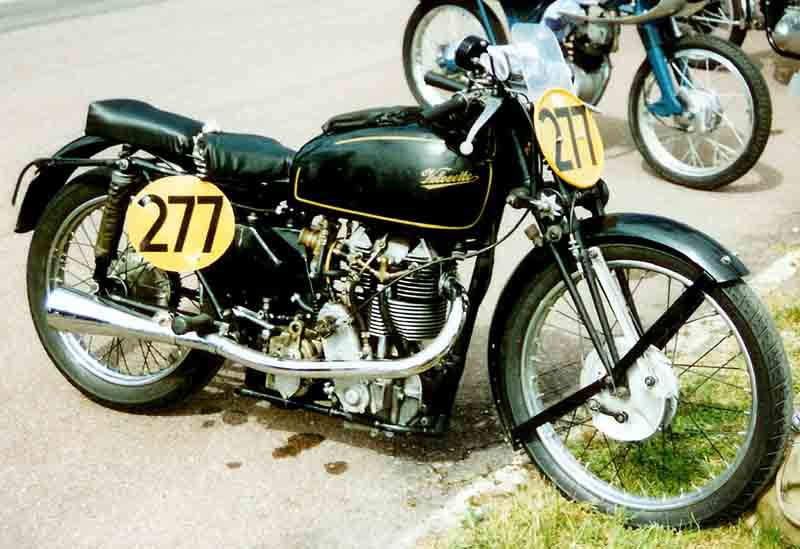
Una KTT Mk VIII del 1948

Dopo aver costruito alcuni modelli per l'esercito durante la seconda guerra mondiale, la Velocette si ripresentò dopo la guerra con i modelli prebellici. Ripresero anche le affermazioni sportive: la 350 vinse lo Junior TT 1947 (e altre KTT arrivarono seconda, terza e quarta), 1948 e 1949. Le partecipazioni della Velocette alle competizioni culminarono con la conquista di due titoli nel motomondiale: nel 1949 con Freddie Frith e nel 1950 con Bob Foster, in entrambe le occasioni in Classe 350.
La gamma Velocette fu rivista nel 1949, anno nel quale essa comprendeva i modelli MAC, KTT e la LE, una 150 cm³ con motore bicilindrico boxer a valvole laterali con raffreddamento ad acqua e trasmissione finale a cardano, che nelle intenzioni doveva essere una moto economica destinata ai neofiti, ma che si rivelò un fiasco commerciale. Nel 1953 la MAC venne aggiornata, adottando la sospensione posteriore e una sella lunga, mentre l'anno successivo fu reintrodotto il modello MSS.
Il 1956 vide l'entrata in produzione di tre modelli: Valiant, con motore bicilindrico boxer di 200 cm³, Viper, versione sportiva della MAC, e Venom, versione sportiva della MSS. Tutti questi modelli furono proposti dal 1958 con una carenatura in fibra di vetro del motore, e dal 1959, a richiesta, con una carenatura in vetroresina.
Nel 1960 uscì di produzione il modello MAC, mentre entrò in commercio lo scooter Viceroy 250 bicilindrico boxer. Il 18 e 19 marzo 1961 una Venom stabilì sul Circuito di Montlhéry il record del mondo sulle 24 ore per moto di 500 cm³, a 161,010 km/h.
Il 1964 vide l'uscita di produzione dei modelli Valiant e Viceroy, mentre l'anno successivo entrò a listino la Venom Thruxton, versione più spinta della Venom, che nel 1967 vinse il Production TT.
La concorrenza di modelli più moderni portò la Velocette a ridurre progressivamente la propria gamma, cessando la produzione di tutti i suoi modelli nel 1970 e chiudendo la Veloce Ltd. nel febbraio 1971.
Nonostante le sue ridotte dimensioni, la Velocette ha portato grandi innovazioni tecniche e molti dei suoi progetti brevettati sono ancora usati nelle moto attuali, compreso il pedale di stop e il forcellone oscillante della sospensione posteriore con ammortizzatori idraulici. Una delle caratteristiche che la distinguevano era lo scarico così detto per la sua forma Fishtail ovvero a coda di pesce.